# Condado de Coal

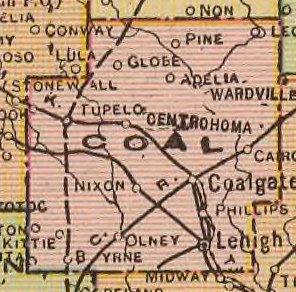
Mapa do condado de Coal, Oklahoma, em 1909

O Condado de Coal é um dos 77 condados do Estado americano do Oklahoma. A sede do condado é Coalgate, que é também a sua maior cidade.
O condado tem uma área de 1350 km² (dos quais 8 km² estão cobertos por água), uma população de 6031 habitantes, e uma densidade populacional de 4,5 hab/km² (segundo o censo nacional de 2000). O condado foi fundado em 1907. O seu nome provém do carvão (em inglês: coal), o produto mineiro mais significativo da região.